# Emily Fridlund
Emily Fridlund, född 1979, är en amerikansk författare.
Fridlund växte upp i Minnesota och är bosatt i Finger Lakes, New York. Hon har en doktorsexamen i litteratur och kreativt skrivande från University of Southern California. Hon har publicerats i en rad amerikanska tidskrifter. Det första kapitlet av romanen History of Wolves publicerades i Southwest Review och för det tilldelades Fridlund  McGinnes-Ritchie Award for Fiction 2013. För berättelsesamlingen Catapult belönades hon med Mary McCarthy Prize. Hennes debutroman History of Wolves från 2017 blev nominerad till Bookerpriset. Den utgavs samma år i svensk översättning under titeln Vargarnas historia.